# Arīs Christofellīs
Arīs Christofellīs (in greco: Άρης Χριστοφέλλης; Atene, 5 febbraio 1960) è un sopranista greco.
Dopo aver compiuto approfonditi studi di pianoforte, canto e musicologia ad Atene e a Parigi, si è concentrato sulla sua voce dedicandosi allo studio della vocalità italiana tra Seicento e Settecento, con particolare riferimento ai cantanti castrati.

## Biografia
Ha debuttato a Bordeaux nel 1984.
Nel 1985 ha cantato l'Exsultate, jubilate di W.A. Mozart al concerto inaugurale del Cannes Midem Classique, dove la sua interpretazione è stata ritenuta entusiasmante sia dalla critica che dal pubblico. Ha cantato, inoltre, in molti festival di musica e opera barocca: Il trionfo dell'onore di Alessandro Scarlatti a Parigi (Théâtre du Chatelet); L'Olimpiade di Antonio Vivaldi a Parigi (Teatro Champs élisee); a Barcellona (Palao de la Musica) nelle olimpiadi del '92 e nell'Arminio di Georg Friedrich Händel (Festival de Montpellier).
Ha cantato in Francia, Italia, Spagna, Inghilterra, Germania, Austria, Ungheria, Israele e Marocco.
La sua discografia, seppure non particolarmente abbondante di titoli, spazia dalla musica rinascimentale fino ad autori contemporanei (anche con composizioni scritte appositamente per la sua voce) ma è di primaria importanza per quanto attiene alla vocalità del periodo barocco. Le sue raccolte antologiche realizzate per EMI Classics tra gli anni Ottanta e Novanta del Novecento rappresentano infatti una pietra miliare nella riscoperta dei ruoli scritti per i grandi cantanti castrati tra Seicento e Ottocento.
A partire dalla fine degli anni Novanta Arīs Christofellīs ha diradato sempre di più la propria attività concertistica e la partecipazione ad opere per dedicarsi all'insegnamento del canto. Come insegnante tiene con regolarità masterclass in Grecia e in Italia (fra gli altri, insieme a Flavio Colusso) ed ha contribuito significativamente alla formazione di noti professionisti tra i quali spiccano il baritono Dimitris Platanias e il soprano Celia Costea.